# Вуд, Эйми Лу
Эйми Лу Вуд (англ. Aimee Lou Wood;род. 3 февраля 1994, Стокпорт, Большой Манчестер) — британская актриса. Наиболее известна своей ролью Эйми Гиббс в комедийно-драматическом телесериале Netflix «Половое воспитание», которая при этом является её дебютом на телевидении.

## Ранние годы
Вуд родилась 3 февраля 1994 года в Стокпорт, Большой Манчестер, и выросла в Брэмхолле. Её мать работает в Childline, а отец автодилер. У Вуд также имеется сестра Эмили Вуд, которая работает визажистом.
После развода родителей, начала обучаться в школе Чидл-Халм. Также обучалась актёрскому мастерству сначала на базовом курсе в Оксфордской школе драмы, затем она поступила в Королевскую академию драматического искусства. Королевскую академию она окончила в 2017 году, получив степень бакалавра в области актёрского мастерства (уровень H). Во время учёбы в Королевской академии, Вуд принимала участие во многих постановках, играла роль Маргарет в пьесе «Скаттлеры» (режиссер Ханна Эйдиноу), а также роль Гуди в пьесе «Уксусный Том» (режиссёр Крессида Браун). Эми Лу Вуд также снималась в короткометражных фильмах: сыграла роль Джесс в фильме «Хен» (режиссёр Джеймс Ларкин), а также исполнила роль Юлии в фильме «Саммерфолк» (режиссёр Дебора Пейдж).

## Карьера

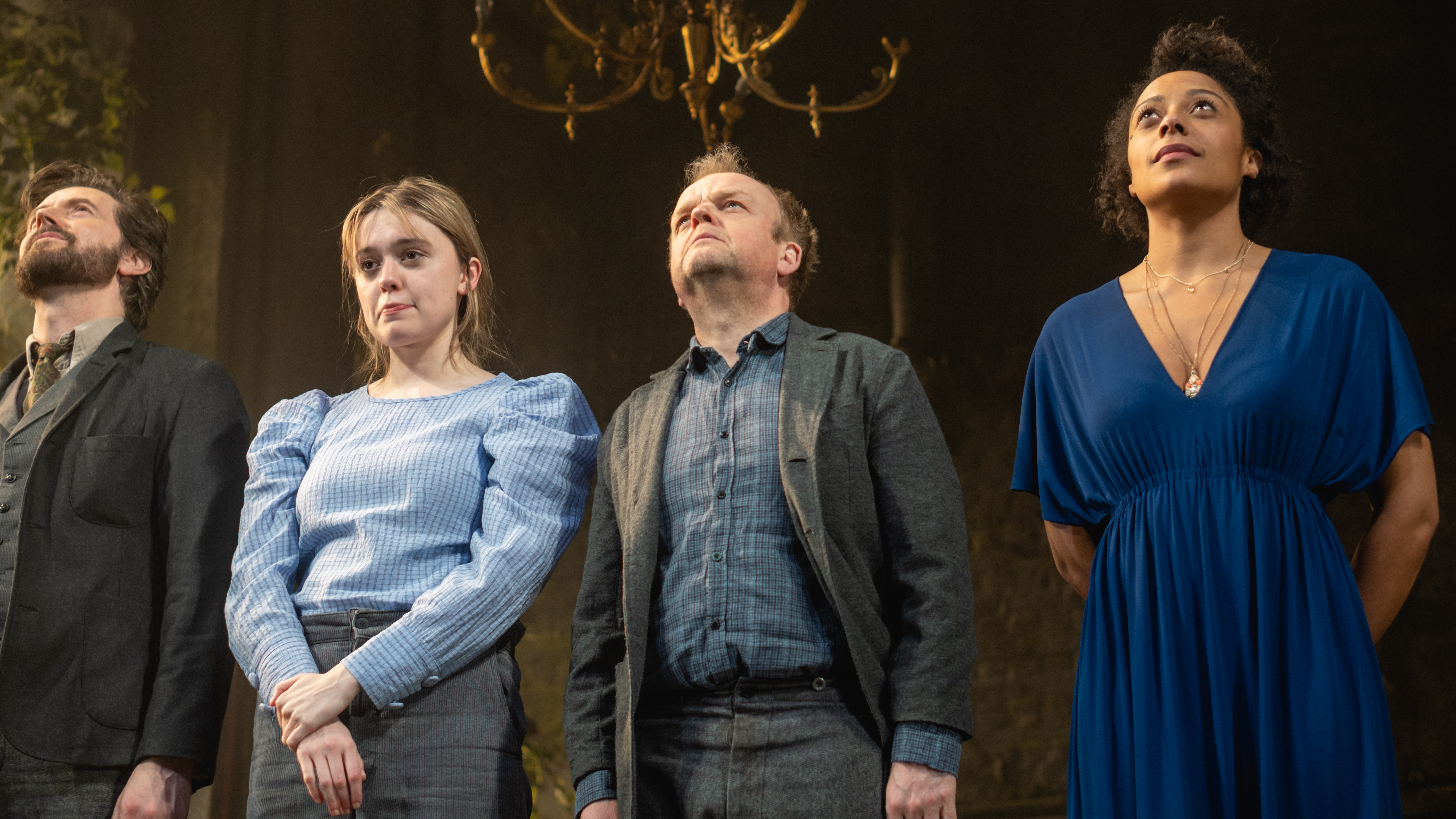
Вуд (вторая слева) на постановке «Дяди Вани»

В 2019 году Вуд дебютировала на экране в роли Эми Гиббс — героини комедийно-драматического сериала Netflix «Половое воспитание», вместе с коллегами Эммой Маки, Эйсой Баттерфилд, Шути Гатва и Джиллиан Андерсон. Первоначально Вуд принимала участие в кастинге на роль Лили Иглхарт (роль исполнила Таня Рейнольдс), но после её утвердили на роль Эми Гиббс, которую, как Вуд заявила, она была рада сыграть.
Эми также играет роль Сони в театральной постановке пьесы А. П. Чехова «Дядя Ваня», которая проходила на сцене театра Гарольда Пинтера в Лондоне с января по май 2020 года.
В 2021 году в мировой прокат вышел биографический фильм «Кошачьи миры Луиса Уэйна» при участии актрисы. Главную роль в картине исполнил Бенедикт Камбербэтч.

## Личная жизнь
Состояла в отношениях со своим коллегой по телесериалу «Половое воспитание» Коннором Суинделлсом, в январе 2019 года это подтвердилось совместными фотографиями и признаниями в любви в Instagram-аккаунтах пары.

## Фильмография
| Год          |     | Русское название         | Оригинальное название             | Роль              |
| ------------ | --- | ------------------------ | --------------------------------- | ----------------- |
| 2017         | кор | Курица                   | Hen                               | Джесс             |
| 2019—2023    | с   | Половое воспитание       | Sex Education                     | Эйми Гиббс        |
| 2020         | ф   | Дядя Ваня                | Uncle Vanya                       | Софья Серебрякова |
| 2021         | ф   | Кошачьи миры Луиса Уэйна | The Electrical Life of Louis Wain | Клэр Уэйн         |
| 2022         | ф   | Жить                     | Living                            | Маргарет Харрис   |
| 2022         | кор | Лилит и Ева              | Lilith & Eve                      | Ева               |
| 2024         | с   | Элис и Джек              | Alice & Jack                      | Майя              |
| 2024         | ф   | Захватите их!            | Seize Them!                       | Королева Даган    |
| 2024 — н. в. | с   | Проблемный папаша        | Daddy Issues                      | Гемма             |
| 2025         | с   | Токсичный город          | Toxic Town                        | Трейси Тейлор     |
| 2025         | с   | Белый лотос              | The White Lotus                   | Челси             |

### Театральные постановки
| Year      | Title              | Role              | Notes                                                         | Примечания |
| --------- | ------------------ | ----------------- | ------------------------------------------------------------- | ---------- |
| 2016–2017 | Мария Стюарт       | Служанка          | Алмейда                                                       | [ 18 ]     |
| 2017      | Люди, места и вещи | Лора              | Тур по Великобритании                                         | [ 19 ]     |
| 2018–2019 | На юге штата       | Эффи              | Steppenwolf Upstairs Theatre и Королевский национальный театр | [ 20 ]     |
| 2020      | Дядя Ваня          | Софья Серебрякова | Театр Гарольда Пинтера                                        | [ 21 ]     |
| 2023      | Кабаре             | Салли Боулз       | Playhouse Theatre                                             | [ 21 ]     |

## Награды и номинации
| Год  | Премия                                                    | Категория                          | Номинация за       | Результат    | Примечания    |
| ---- | --------------------------------------------------------- | ---------------------------------- | ------------------ | ------------ | ------------- |
| 2020 | The Stage Awards                                          | Лучшая актриса в пьесе             | Дядя Ваня          | Номинация    | [ 22 ]        |
| 2020 | Премия Иэна Чарлсона                                      | Премия Иэна Чарлсона               | Дядя Ваня          | Второе место | [ 23 ]        |
| 2021 | Премия Британской Академии в области телевидения          | Best Female Comedy Performance     | Половое воспитание | Победа       | [ 24 ]        |
| 2022 | Премия Британской Академии в области телевидения          | Best Female Comedy Performance     | Половое воспитание | Номинация    | [ 25 ] [ 26 ] |
| 2022 | Национальная премия в области комедии                     | Выдающаяся роль второго плана      | Половое воспитание | Номинация    | [ 27 ]        |
| 2022 | Премия британского независимого кино                      | Выдающаяся роль второго плана      | Жить               | Номинация    | [ 28 ]        |
| 2023 | Премия Британской Академии в области кино                 | Восходящая звезда                  | Восходящая звезда  | Номинация    | [ 29 ]        |
| 2024 | WhatsOnStage Awards                                       | Лучшее выступление                 | Кабаре             | Победа       | [ 30 ]        |
| 2025 | Награды за программу Королевского телевизионного общества | Комедийное представление - Женское | Проблемный папаша  | Номинация    | [ 31 ]        |